# Fondi
Fondi – miejscowość i gmina we Włoszech, w regionie Lacjum, w prowincji Latina.
Według danych na rok 2004 gminę zamieszkiwało 31 497 osób, 221,8 os./km².
Urodził tu się dyplomata papieski abp Igino Eugenio Cardinale.

## Miasta partnerskie
- Dachau
- Mangalia
- Wodzisław Śląski
- Chełm